# Rudolf Schulze (Physiker)
Rudolf Hermann Schulze (* 13. Mai 1906 in Mügeln; † 16. Juli 1974 in Hamburg) war ein deutscher Strahlenphysiker und Biometeorologe.

## Leben
Rudolf Schulze schloss seine Schulausbildung 1926 mit dem Abitur an der Dresdener Dreikönigschule ab. Von 1926 bis 1930 studierte er an der TH Dresden technische Physik. Das Studium schloss er mit der Diplomprüfung ab. Anschließend arbeitete Schulze als Assistent bei Harry Dember. Bei ihm wurde er 1932 mit seiner Dissertation Optische und lichtelektrische Untersuchungen an dünnen Metallschichten zum Dr. Ing. promoviert. Danach ging Schulze an die Universität Berlin, wo er bei Walter Friedrich Assistent am Lehrstuhl für Medizinische Physik wurde. Sein Arbeitsgebiet war die Dosimetrie. 1938 wurde er über die Neubestimmung der Eveschen Konstante habilitiert. In dieser Arbeit untersuchte er unter anderem die biologische Wirkung ionisierender Strahlung. 

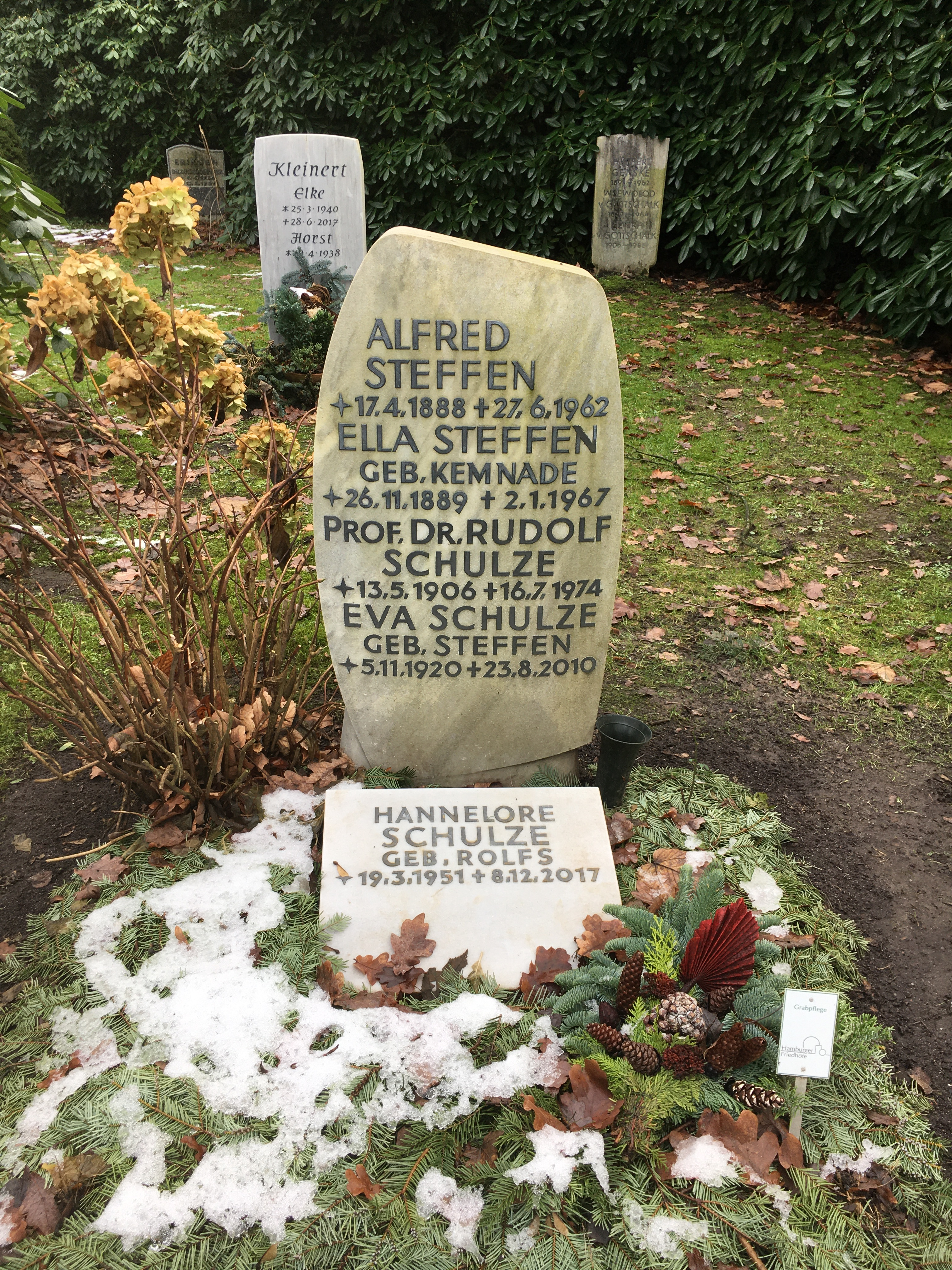
Grabstätte auf dem Friedhof Ohlsdorf

Schulze wurde mit dem Kriegsbeginn 1939 zur Wehrmacht eingezogen. Ein Jahr später wurde er in Greifswald Dozent für Experimentalphysik. Zugleich wurde er Abteilungsleiter am Marineobservatorium in Greifswald, wo er an der Entwicklung von kriegswichtigen Geräten, wie Radiosonden, Entnebelungsgeräten und automatischen Wetterbojen arbeitete. Ab 1944 war er an der Universität Greifswald zudem Dozent für Strahlungsphysik. Nach dem Krieg ging Schulze nach Hamburg. Dort wurde er ab April 1946 Leiter der Forschungs- und Entwicklungsabteilung beim Meteorologischen Amt für Nordwestdeutschland in Hamburg. An der Universität Hamburg wurde Schulze 1947 außerplanmäßiger Professor. Von 1952 bis 1971 war Schulze Direktor des Meteorologischen Observatoriums des Deutschen Wetterdienstes in Hamburg.
Mit dem Schutzfaktor des Lichtschutzmittels führte Schulze 1956 den Sonnenschutzfaktor für Sonnenschutzmittel ein, der 1962 von dem Schweizer Chemiker Franz Greiter als Lichtschutzfaktor definiert wurde.
Rudolf Schulze verstarb 68-jährig in Hamburg und wurde auf dem dortigen Friedhof Ohlsdorf beigesetzt. Die Grabstätte liegt nördlich von Kapelle 1 im Planquadrat Y 9. 

## Schriften
- mit F. Kasten: Der Einfluß der Ozonschicht der Atmosphäre auf die biolisch wirksame Ultraviolettbilanz an der Erdoberfläche. In: Strahlentherapie. Band 150, Nummer 2. 1975, ISSN 0039-2073, S. 219–226. PMID 1179452.
- Strahlenklima der Erde. Steinkopff, 1970, ISBN 3-7985-0315-X.
- Wirksamkeit von UV-Absorbern und handelsüblicher Sonnenschutzmittel. In: Journal of the Society of Cosmetic Chemists. Band 14. 1963, S. 544–565.
- Strahlung als Schicksal des Menschen. In: Strahlentherapie. Band 101. 1956, S. 557.
- Strahlungsempfang geneigter ebener Flächen. In: Theoretical and Applied Climatology. Band 6, Nummer 1–2, Volume 6, Numbers 1–2. 1954, S. 128–138. doi:10.1007/BF02246745
- Die biologisch wirksamen Komponenten des Strahlungsklimas. In: Die Naturwissenschaften. Band 34. 1947, S. 238.
- mit W. Friedrich: Bewertung künstlicher Strahlenquellen für therapeutische Zwecke. In: Archiv für Dermatologie und Syphilis. Band 180, Nummer 1. 1940, S. 232–238. doi:10.1007/BF01831519
- mit U. Henschke: Über Pigmentierung durch langwelliges Ultraviolett. In: Strahlentherapie. Band 64. 1939, S. 14–42.
- H. Hamperl, U. Henschke, R. Schulze: Vergleich der Hautreaktionen beim Bestrahlungserythem und bei der direkten Pigmentierung. In: Virchows Archiv. Band 304, Nummer 1–2. 1939, S. 19–33. doi:10.1007/BF02595185
- mit H. Hamperl, U. Henschke: Über den Primärvorgang bei der Erythemerzeugung durch ultraviolette Strahlung. In; Naturwissenschaften. Band 27, Nummer 28. 1939, S. 486. doi:10.1007/BF01489235
- Die wirtschaftliche und volkshygienische Bedeutung der UV-Strahlung. In: Das Licht. Band 8. 1938, S. 248–251.
- mit M. Henschke: Über Pigmentbildung durch langwellige ultraviolette Strahlen. In: Naturwissenschaften. Band 26, Nummer 9, S. 142.